# Île aux Grues
Île aux Grues är en ö i Kanada. Den ligger i Saint Lawrencefloden cirka 65 km nordöst om staden Québec. Den är 7 km lång och 2 km bred. Ön har ca 140 invånare. Sommartid finns färja till ön, vintertid betjänas ön med flyg. 